# سوليداد فايدو
سوليداد فايدو (بالإسبانية: Soledad Faedo)‏ هي لاعبة كرة يد أوروغويانية. مثلت منتخب أوروغواي لكرة اليد للسيدات. حققت المركز الثالث في دورة الألعاب الأمريكية 2015. شاركت في بطولة العالم لكرة اليد للسيدات 2011

## الميداليات
| الميدالية | المسابقة                    |
| --------- | --------------------------- |
| برونزية   | دورة الألعاب الأمريكية 2015 |